# Caneleiro-enxofre
Caça-moscas-laranja-setentrional ou caneleiro-enxofre (nome científico: Casiornis fuscus) é uma espécie de ave da família dos tiranídeos endêmica do Nordeste do Brasil até a baixa Amazônia.